# 소년애

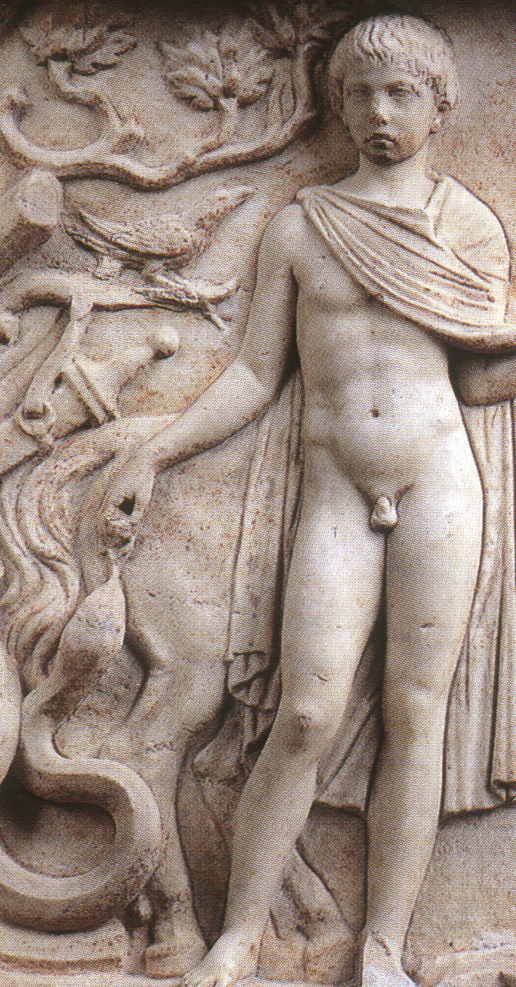
소년애

소년애(少年愛)는 성인 남성과 사춘기 전후의 소년 사이의 연애 관계, 성적 관계이다. 플라토닉 러브적인 것도 있지만, 일반적으로 성적 관계가 전제가 된다.

## 같이 보기
- 성교동의연령
- 나이차이와 성관계
- 에페보필리아
- 헤베필리아
- NAMBLA
- 소아성애
- 플라토닉 러브
- 쇼타콘